# Laevimon
Laevimon là một chi cua nước ngọt trong họ Cua núi (Potamidae) được tìm thấy ở Việt Nam. Hiện nay, loài này là thiếu dữ liệu liên quan đến tình trạng Danh sách đỏ của IUCN về các loài bị đe dọa.

## Các loài
Hiện hành trong chi cua này gồm 02 loài được ghi nhận gồm:
- Laevimon kottelati Yeo & Ng, 2005
- Laevimon tankiense (Dang & Tran, 1992)